# 유고슬라비아
유고슬라비아(lit. '남슬라브족의 땅')는 1918년부터 1992년까지 존재했던 동남유럽과 중앙유럽의 국가였다. 제1차 세계 대전 이후, 임시 슬로벤인 크로아트인 세르브인국이 세르비아 왕국에 합병되면서 세르브인 크로아트인 슬로벤인 왕국이라는 이름으로 수립되었으며, 오스만 제국과 합스부르크 군주국이 수세기 동안 이 지역을 지배한 후 주권 국가로서 남슬라브족의 최초의 연합을 구성하였다. 페타르 1세는 첫번째 군주였다. 이 나라는 1922년 7월 13일 파리에서 열린 대사회담에서 국제적으로 인정받았다. 1929년 10월 3일, 국호를 유고슬라비아 왕국으로 변경하였다.
1941년 4월, 왕국은 추축국의 침공을 받아 점령당했다. 1943년, 파르티잔 저항 세력은 민주연방 유고슬라비아를 선포하였다. 1944년, 당시 망명 중이었던 페타르 2세는 이를 합법적인 정부로 인정하였다. 1945년 11월, 공산주의 정부가 선출된 후 군주제는 폐지되었고, 국호는 유고슬라비아 연방인민공화국으로 변경되었다. 이탈리아로부터 이스트라, 리예카, 자다르를 획득하였다. 파르티잔의 지도자였던 요시프 브로즈 티토는 1944년부터 총리로서, 이후 1980년 사망할 때까지 대통령으로서 국가를 통치하였다. 1963년, 국호는 마지막으로 유고슬라비아 사회주의 연방공화국(SFRY)으로 변경되었다.
유고슬라비아 사회주의 연방공화국을 구성하는 6개의 구성 공화국은 마케도니아, 몬테네그로, 보스니아 헤르체고비나, 세르비아, 슬로베니아, 크로아티아였다. 세르비아에는 코소보와 보이보디나 두 사회주의 자치주가 있었는데, 1974년 유고슬라비아 헌법 채택 이후 이들은 다른 연방 화원국들과 거의 대등한 지위를 가졌다. 1980년 티토가 사망한 이후, 경제적, 정치적 위기와 민족주의 및 민족 분쟁이 고조되자, 유고슬라비아는 공화국의 국경에 따라 처음에는 5개국으로 분열되어 유고슬라비아 전쟁으로 이어졌다. 1993년부터 2017년까지 구유고슬라비아 국제형사재판소는 구유고슬라비아의 정치및 군사 지도자들을 전쟁범죄, 집단학살, 그리고 전쟁 중 벌어진 기타 범죄로 재판하였다.
붕괴 이후, 몬테네그로 공화국과 세르비아 공화국은 축소된 연방 국가인 유고슬라비아 연방공화국(FRY)을 수립하였다. 이 국가는 유고슬라비아 사회주의 연방공화국의 유일한 법적 승계국 지위를 원했지만, 다른 구 공화국들은 이러한 주장에 반대하였다. 결국 공동 승계에 대한 바댕테르 중재위원회의 의견을 수용하였고, 2003년에 국호가 세르비아 몬테네그로로 변경되었다. 2006년 몬테네그로와 세르비아가 각각 독립국이 되면서 해체되었고, 2008년 코소보는 독립선언을 놓고 지속적인 분쟁을 겪었다.

## 배경
모든 남슬라브족을 위한 공통 국가인 유고슬라비아라는 개념은 17세기 후반에 등장하여 19세기 일리리아 운동을 통해 두각을 나타냈다. 유고슬라비아라는 이름은 jug("남쪽")와 Slaveni/Sloveni("슬라브족")를 조합하여 만들어졌다. 유고슬라비아의 공식 수립을 향한 움직임은 1917년 유고슬라비아 위원회와 세르비아 왕국 정부 간의 코르푸 선언 이후 가속화되었다.

## 유고슬라비아 왕국
제1차 세계 대전 직후인 1918년, 슬로벤인 크로아트인 세르브인국과 세르비아 왕국의 연합을 통해 세르브인 크로아트인 슬로벤인 왕국이 수립되었다. 당시에는 일반적으로 "베르사유 국가"라고 불렸다. 이후 1929년, 알렉산다르 1세 국왕은 이 나라의 이름을 유고슬라비아로 개칭하였다.

### 알렉산다르 국왕
1928년 6월 20일, 세르비아인 의원 푸니샤 라치치가 국민의회에서 야당인 크로아티아 농민당 의원 5명을 총으로 쏴 그자리에서 의원 2명이 사망했고, 몇 주 후 스테판 라디치 대표가 사망하였다. 1929년 1월 6일, 알렉산다르 1세는 헌법을 폐지하고 민족 정당을 금지하였으며, 행정권을 장악하고 국호를 유고슬라비아로 변경하였다. 그는 분리주의 경향을 억제하고, 민족주의적 열망을 완화하기를 희망하였다. 1931년, 그는 새로운 헌법을 제정하고 독재를 포기하였다. 그러나 알렉산다르의 정책은 이후 파시스트와 나치가 집권한 이탈리아와 독일, 그리고 이오시프 스탈린이 절대적 통치자가 된 소련에 발전으로 인해 다른 유럽 강대국들의 반대에 부딪혔다. 이 세 정권 중 어느 누구도 알렉산다르 1세가 추구한 정책을 선호하지 않았다. 사실, 이탈리아와 독일은 제1차 세계 대전 이후에 체결된 국제 조약을 개정하고자 했고, 소련은 유럽에서 입지를 회복하고 보다 적극적인 국제 정책을 추진하기로 결심하였다.
알렉산다르는 중앙집권적 유고슬라비아를 만들고자 하였다. 그는 유고슬라비아의 역사적 지역을 폐지하기로 결정했고, 지방과 바노비나에는 새로운 내부 경계가 그어졌다. 바노비나는 강의 이름을 따서 명명되었다. 많은 정치인들이 투옥되거나 경찰의 감시를 받았다. 그의 통치 기간 동안 공산주의 운동은 제한되었다.
국왕은 1934년 프랑스를 공식 방문하던 도중 마르세유에서 블라도 체르노젬스키에 의해 암살당했다. 그는 이반 미하일로프의 내부 마케도니아 혁명 기구에서 크로아티아 파시스트 혁명 기구 우스타샤와 협력한 숙련된 저격수였다. 알렉산다르의 뒤를 이어 11살 아들 페타르 2세가 왕위에 올랐고, 그의 사촌인 파블레 왕자가 이끄는 섭정 평의회가 구성되었다.

### 1934년~1941년
1930년대 후반의 국제 정치 상황는 주요 인물들 간의 편협한 태도, 전체주의 정권의 공격적인 태도, 제1차 세계 대전 이후 수립된 질서가 거점을 잃고 그 후원자들이 힘을 잃어가고 있다는 확신으로 특징지어졌다. 1939년, 파시스트 이탈리아와 나치 독일의 지원과 압력을 받은 크로아티아계 지도자 블라드코 마체크와 그의 당은 크로아티아 바노비나(상당한 내부 자치 정부를 갖춘 있는 자치 지역)를 수립하는데 성공하였다. 이 협정은 크로아티아가 유고슬라비아의 일부로 남아 있어야 한다고 명시했지만, 크로아티아는 서둘러 국제 관계에서 독립적인 정치적 정체성을 구축하고 있었다.
1941년 3월 25일, 파블레 왕자는 파시스트의 압력에 굴복하여, 유고슬라비아가 전쟁에서 제외되기를 바라며 빈에서 삼국 동맹 조약에 서명하였다. 하지만, 이는 파블레의 섭정에 대한 대중의 지지를 희생한 대가였다. 군 고위 장교들도 조약에 반대하여, 3월 27일 국왕이 돌아오자 쿠데타를 일으켰다. 육군 장군 두샨 시모비치는 권력을 장악하여 빈 대표단을 체포하고, 파블레 왕자를 추방하였다. 그리고 17살이었던 페타르 2세에게 전권을 부여하면서 섭정을 종식시켰다. 이후 1941년 4월 6일, 히틀러는 유고슬라비아를 공격하기로 결정했고, 곧바로 무솔리니의 격퇴당한 그리스 침공이 뒤따랐다.

## 제2차 세계 대전

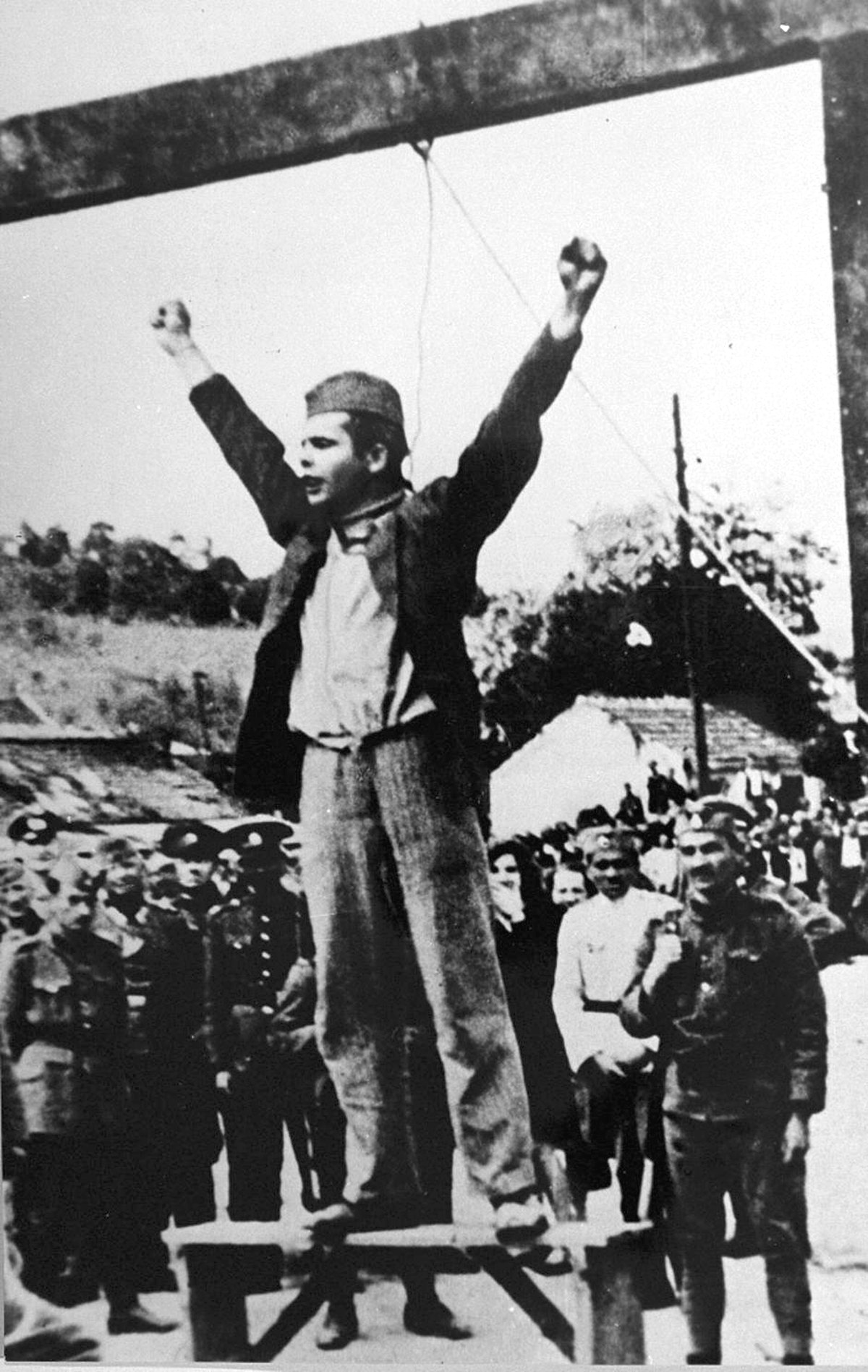
"파시즘에 죽음을, 인민들에게 자유를!"을 외치는 파르티잔 스테판 필리포비치의 처형 직전

1941년 4월 6일 오전 5시 12분, 독일, 이탈리아, 헝가리 군대가 유고슬라비아를 침공하였다. 독일 공군(루프트바페)은 베오그라드를 비롯한 유고슬라비아의 주요 도시를 폭격하였다. 4월 17일, 독일군의 침략에 대한 11일 간의 저항을 종식하며, 유고슬라비아의 각 지역 대표들은 베오그라드에서 독일과 휴전 협정에 서명하였다. 30만 명 이상의 유고슬라비아 장교와 군인이 포로로 잡혔다.
추축국은 유고슬라비아를 점령하고 분할하였다. 크로아티아 독립국은 1929년 수립된 파시스트 민병대인 우스타샤에 의해 통치되는 나치의 위성국으로 수립되었다. 하지만, 1941년까지는 활동이 비교적 제한적이었다. 독일군은 보스니아와 헤르체고비나 뿐만 아니라 세르비아와 슬로베니아의 일부를 점령하였고, 다른 지역은 불가리아, 헝가리, 이탈리아가 점령하였다. 1941년부터 1945년까지 크로아티아 우스타샤 정권은 약 30만 명의 세르비아인과 최소 3만 명의 유대인, 롬인을 박해하고 살해하였다. 수십만 명의 세르비아인은 추방되었고, 20만~30만 명은 세르비아인은 가톨릭교로 강제로 개종당했다.
처음부터 유고슬라비아 저항 세력은 공산주의자가 이끄는 유고슬라비아 파르티잔과 왕당파 체트니크의 두 파벌로 구성되었으며, 전자는 1943년 테헤란 회담(1943년)에서 연합국의 인정을 받았다. 극단적 친세르비아 성향의 체트니크는 드라자 미하일로비치가 이끌었고, 범유고슬라비아 성향의 파르티잔은 요시프 브로즈 티토가 이끌었다.
파르티잔은 점령된 서유럽과 중앙유럽에서 가장 큰 저항군으로 발전하게 된 게릴라전을 시작하였다. 체트니크는 처음에는 망명한 왕실 정부와 연합국의 지원을 받았지만, 이내 추축국 군대보다 파르티잔과 싸우는데 점점 더 집중하였다. 전쟁이 끝날 무렵, 체트니크 운동은 추축국의 보급에 전적으로 의존하는 협력적인 세르비아 민족주의 민병대로 변모하였다. 체트니크는 또한 무슬림과 크로아티아인을 박해하고 살해했으며, 약 50,000~68,000명의 희생자(이 중 41,000이 민간인)가 발생하였다. 그러나 기동성이 매우 뛰어난 파르티잔은 게릴라전을 성공적으로 이어나갔다. 점령군에 대한 승리 중 가장 주목할 만한 것은 네레트바 전투와 수체스카 전투였다.
1942년 11월 25일, 유고슬라비아 민족해방을 위한 반파시스트 평의회가 현재의 보스니아 헤르체고비나 비하치에서 소집되었다. 1943년 11월 29일, 평의회는 보스니아 헤르체고비나 야이체에서 다시 소집되었으며, 전후 국가 조직의 기반을 마련하고 연방를 수립하였다(이 날은 전후 공화국의 날로 기념되었다).
유고슬라비아 파르티잔은 1944년 세르비아에서, 1945년 유고슬라비아의 나머지 지역에서 추축국을 축출할 수 있었다. 붉은 군대는 베오그라드 해방에 제한적인 지원을 제공하였고, 전쟁이 끝난 후 철수하였다. 1945년 5월, 파르티잔은 트리에스테와 오스트리아 남부 슈타이어마르크와 케른텐의 일부를 점령한 후, 과거 유고슬라비아 국경 밖에서 연합군과 만났다. 그러나 같은 해 6월, 파르티잔은 다른 연합군과의 충돌을 원하지 않는 스탈린의 강한 압력을 받고 트리에스테에서 철수하였다.
유고슬라비아 왕국의 구 정부의 우월성을 부정했던 파르티잔과, 국왕에게 충성하는 망명자들을 재결합시키려는 서방의 시도는 1944년 6월 티토-슈바시치 협정으로 이어졌다. 그러나 요시프 브로즈 티토 원수는 주도권을 잡고 총리로 시작하여 독립 공산주의 국가를 이끌기로 결심하였다. 그는 모스크바와 런던의 지원을 받았고, 80만 명의 병력으로 가장 강력한 파르티잔 세력을 이끌었다.
제2차 세계 대전 중 유고슬라비아 내 희생자에 대한 전후 공식 추정치는 1,704,000명이다. 역사학자 블라디미르 제르야비치와 보골류브 코초비치가 1980년대에 수집한 후속 자료에 따르면, 실제 사망자 수는 약 100만 명으로 나타났다.

## 유고슬라비아 연방인민공화국
1945년 11월 11일, 선거가 실시되었고 공산주의 주도의 인민전선 만이 투표용지에 나와 354석을 모두 확보하였다. 11월 29일, 아직 망명 중이던 페타르 2세 국왕이 유고슬라비아 제헌 의회에 의해 폐위되었고, 유고슬라비아 연방인민공화국이 선포되었다. 그러나, 그는 퇴위를 거부하였다. 이로써 티토 원수에 의해 완전히 장악되었고, 모든 반대 세력은 제거되었다.
1946년 1월 31일, 소련 헌법을 모델로 한 유고슬라비아 연방인민공화국의 새로운 헌법이 제정되었으며, 6개 공화국과 세르비아에 속해있던 1개 자치주와 1개 자치구가 수립되었다. 연방 수도는 베오그라드였다. 정책은 공산당이 통제하는 강력한 중앙 정부, 그리고 여러 민족을 인정하는 데 중점을 두었다. 각 공화국들은 중앙 또는 측면에 붉은 별이 있는 붉은 기 또는 슬라브 삼색기 형태의 기를 사용하였다.
| 이름                                                                       | 수도                           | 국기 | 국장 | 위치 |
| -------------------------------------------------------------------------- | ------------------------------ | ---- | ---- | --- |
| 마케도니아 사회주의 공화국                                                 | 스코페                         |      |      | SR 슬로베니아 SR 크로아티아 SR 보스니아 헤르체고비나 SR 몬테네그로 SR 마케도니아 SR 세르비아 SAP 보이보디나 SAP 코소보 |
| 몬테네그로 사회주의 공화국                                                 | 티토그라드                     |      |      | SR 슬로베니아 SR 크로아티아 SR 보스니아 헤르체고비나 SR 몬테네그로 SR 마케도니아 SR 세르비아 SAP 보이보디나 SAP 코소보 |
| 보스니아 헤르체고비나 사회주의 공화국                                      | 사라예보                       |      |      | SR 슬로베니아 SR 크로아티아 SR 보스니아 헤르체고비나 SR 몬테네그로 SR 마케도니아 SR 세르비아 SAP 보이보디나 SAP 코소보 |
| 세르비아 사회주의 공화국 코소보 사회주의 자치주 보이보디나 사회주의 자치주 | 베오그라드 프리슈티나 노비사드 |      |      | SR 슬로베니아 SR 크로아티아 SR 보스니아 헤르체고비나 SR 몬테네그로 SR 마케도니아 SR 세르비아 SAP 보이보디나 SAP 코소보 |
| 슬로베니아 사회주의 공화국                                                 | 류블랴나                       |      |      | SR 슬로베니아 SR 크로아티아 SR 보스니아 헤르체고비나 SR 몬테네그로 SR 마케도니아 SR 세르비아 SAP 보이보디나 SAP 코소보 |
| 크로아티아 사회주의 공화국                                                 | 자그레브                       |      |      | SR 슬로베니아 SR 크로아티아 SR 보스니아 헤르체고비나 SR 몬테네그로 SR 마케도니아 SR 세르비아 SAP 보이보디나 SAP 코소보 |

티토의 지역적 목표는 남쪽으로 확장하여 알바니아와 그리스의 일부를 장악하는 것이었다. 1947년, 유고슬라비아와 불가리아 간의 협상은 블레드 협정으로 이어졌다. 이 협정은 두 공산주의 국가 사이에 긴밀한 관계를 형성하고, 유고슬라비아가 그리스에 내전을 일으켜 알바니아와 불가리아를 기지로 사용할 수 있도록 하는 것을 제안하였다. 스탈린은 이 협정에 거부권을 행사했지만, 이는 실현되지 않았다. 베오그라드와 모스크바 사이의 결렬은 이제 임박한 것이었다.
유고슬라비아는 모든 민족과 국적이 동일한 권리를 갖는 방식으로 민족과 국적(소수 민족) 문제를 해결하였다. 그러나 나치 독일의 점령 기간 동안 독일에 협력하고 독일군에 징집되었던 유고슬라비아의 독일 소수 민족 대부분은 독일이나 오스트리아로 추방되었다.

### 유고슬라비아-소련 결렬과 비동맹 운동
1948년, 유고슬라비아는 소련과 거리를 두고(코민포름, 인포름비로 참고), 요시프 브로즈 티토의 정치적 지도 하에 독자적인 사회주의 노선을 구축하기 시작하였다. 이에 따라 민주집중제를 노동자 자주 경영과 분권화로 대체하도록 헌법을 대폭 개정하였다. 공산당은 공산주의자동맹으로 개칭되었고, 전년도 대회에서는 티토주의를 채택하였다.
1947년, 모든 공산주의 유럽 국가들은 스탈린을 따라 마셜 플랜 지원을 거부하였다. 티토는 처음에는 이를 따라 마셜 플랜을 거부하였다. 그러나 1948년, 티토는 스탈린과 다른 문제로 단호하게 결렬하여 유고슬라비아를 독립적인 공산주의 국가로 만들었다. 유고슬라비아는 미국에 지원을 요청하였다. 미국의 지도자들은 내부적으로 이견이 있었지만, 마침내 동의하여 1949년에는 소규모로, 1950년부터 1953년까지는 훨씬 큰 규모로 자금을 보내기 시작하였다. 이러한 미국의 지원이 마셜 플랜의 일부는 아니었다.
티토는 동구권과 NATO 국가 모두를 비판하였고, 1961년 인도를 비롯한 다른 국가와 함께 비동맹 운동을 시작하여, 해산될 때까지 공식 소속으로 남아있었다.

## 유고슬라비아 사회주의 연방공화국

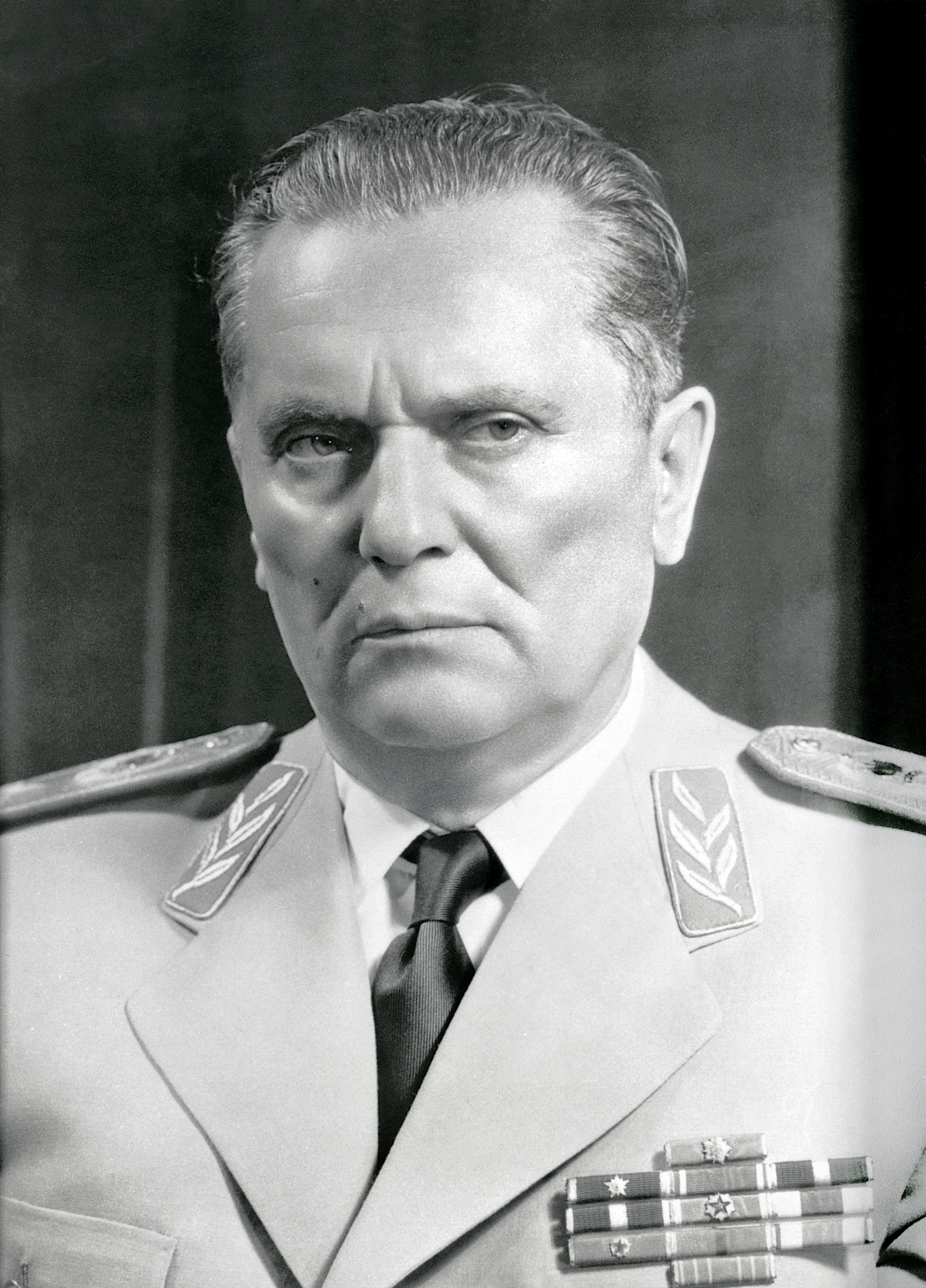
요시프 브로즈 티토 원수

1963년 4월 7일, 이 나라는 국호를 유고슬라비아 사회주의 연방공화국으로 변경했고, 요시프 브로즈 티토를 종신 대통령으로 임명하였다. 유고슬라비아 사회주의 연방공화국의 각 공화국과 자치주는 자체적인 헌법, 대법원, 의회, 대통령 및 총리가 있었다. 유고슬라비아 정부의 최상위에는 대통령, 연방 총리, 연방 의회가 있었다(집단 대통령직은 1980년 티토가 사망한 이후 구성됨). 또한, 각 공화국과 자치주의 공산주의자동맹 총서기와 공산주의자동맹 중앙위원회 총서기가 중요했다.
티토는 국가 내에서 가장 강력한 인물이었고, 그 뒤를 각 공화국과 자치주의 총리, 대통령, 그리고 공산주의자동맹 대표가 이었다. 세르비아에서 티토의 비밀경찰국장을 지냈던 슬로보단 페네지치 크르춘는 티토의 정치에 대해 불만을 제기한 후, 의심스러운 교통사고로 사망하였다. 알렉산다르 란코비치 내무장관은 티토와의 국가 정치에 관한 큰 의견 충돌로 모든 직함과 권리를 잃었다. 에드바르트 카르델이나 스타네 돌란츠와 같은 정부의 몇몇 영향력 있는 장관은 총리보다도 중요하였다.
엄격하게 통제되는 체제의 첫 번째 균열은 베오그라드와 다른 여러 도시의 학생들이 1968년 세계적인 시위에 참여하면서 드러났다. 요시프 브로즈 티토 대통령은 텔레비전 연설에서 학생들의 요구를 일부 수용하고 "학생들이 옳다"고 말하면서 시위를 점차 중단시켰다. 그러나 그 후 몇 년 동안 그는 시위 지도자들을 대학과 공산당에서 해임하는 방식으로 대처하였다.
더 심각한 불복종의 징후는 1970년과 1971년의 크로아티아의 봄이었다. 당시 자그레브의 학생들은 더 큰 시민의 자유와 크로아티아의 자치권을 요구하는 시위를 조직하였고, 크로아티아 전역에서 대규모 시위를 벌였다. 정권은 대중의 항의를 억압하고 지도자들을 투옥했지만, 당내 많은 크로아티아 주요 대표들은 이 대의를 묵묵히 지지하였다. 그 결과 1974년, 새로운 헌법이 비준되어 유고슬라비아의 개별 공화국과 세르비아의 각 자치주에 더 많은 권리를 부여하였다.

### 민족 갈등과 경제 위기
제2차 세계 대전이 끝난 후, 유고슬라비아 파르티잔은 국가를 장악하고, 민족주의를 공개적으로 홍보하는 것을 금지하였다. 티토의 통치하에서 전반적으로 상대적인 평화가 유지되었다. 민족주의적 시위가 일어나긴 했지만, 이들은 보통 억압되었고, 민족주의 지도자들은 체포되었으며, 일부는 유고슬라비아 관리들에 의해 처형되었다. 그러나 1970년대 크로아티아의 봄 시위는 유고슬라비아가 세르비아의 패권으로 남아 있다고 주장하고, 많은 크로아티아인들의 지지를 받았다.
크로아티아가 고향이었던 티토는 국가의 안정을 우려하였고, 크로아티아인과 세르비아인 모두를 달래는 방식으로 대응하였다. 그는 크로아티아인 시위대의 체포를 명령함과 동시에 그들의 요구를 일부 수용하였다. 1974년 유고슬라비아 헌법에 따라 세르비아의 영향력을 상당히 약화되었고, 자치주인 보이보디나와 코소보는 더 큰 자치권을 부여받았으며 코소보의 알바니아인과 보이보디나의 헝가리인에게는 더 큰 권리가 부여되었다. 이 자치주들은 구성 공화국들과 동일한지위를 부여받았지만 분리될 수는 없었다. 보이보디나와 코소보는 세르비아 공화국의 주를 형성했지만 동시에 연방의 일부이기도 했는데, 이로 인해 중앙세르비아에는 자체 의회가 없이 주와 공동 의회를 구성하는 독특한 상황이 발생하였다. 알바니아어와 헝가리어가 국가적으로 인정받는 소수 언어가 되었고, 보스니아와 몬테네그로의 세르보크로아트어는 자그레브와 베으그라드의 기준이 아닌 현지 주민들의 말에 기반한 형태로 바뀌었다. 슬로베니아에서 인정된 소수 민족은 헝가리인과 이탈리아인이었다.
이러한 자치주가 공화국과 동일한 투표권을 가졌지만 다른 공화국과 달리 유고슬라비아에서 법적으로 분리될 수 없다는 사실은 크로아티아와 슬로베니아를 만족시켰지만, 세르비아의 새로운 자치주인 코소보에서는 반응이 달랐다. 세르비아인들은 새로운 헌법을 크로아티아인과 알바니아 민족주의자들에게 양보하는 것으로 보았다. 코소보의 알바니아인들은 자치주의 수립이 충분하지 않다고 보고, 코소보가 유고슬라비아로부터 분리될 권리를 가진 구성 공화국이 되기를 요구하였다. 이는 공산주의자동맹 지도부, 특히 1974년 헌법이 세르비아의 영향력을 약화시키고 공화국에 분리될 권리를 허용함으로써 국가의 통합을 위협한다고 본 세르비아의 공산주의자동맹 간부들 사이에 긴장을 조성하였다.
공식 통계에 따르면, 1950년대부터 1980년대 초까지 유고슬라비아는 경제적 기적을 경험한 한국과 다른 나라들에서 보고된 범위에 근접하며 가장 빠르게 성장하는 국가 중 하나였다. 공장이 노동자 협동조합으로 이루어져 있었고, 의사 결정이 다른 사회주의 국가에 비해 덜 중앙집권적이었던 유고슬라비아의 독특한 사회주의 체제가 더 강력한 성장을 이끌었을 수도 있었다. 하지만, 성장률의 절대값이 공식 통계에 나타난 것만큼 높지 않았더라도, 소련과 유고슬라비아는 1950년대 소득과 교육이 모두에서 놀라울 정도로 높은 성장률을 보였다.
1970년대 오일 쇼크 이후 유럽의 성장기는 막을 내렸다. 이후, 유고슬라비아에서는 수출을 통해 성장 자금을 조달하기 위해 막대한 양의 서방 자본을 빌리는 등 재앙적인 경제 정책으로 인해 경제 위기가 발생하였다. 동시에, 서방 경제는 경기 침체에 빠져들었고, 유고슬라비아 수입품에 대한 수요가 감소하여 대규보 부채 문제가 발생하였다.
1989년 공식 출처에 따르면, 248개의 기업이 파산하거나 청산되었으며, 89,400명의 노동자들이 해고되었다. IMF 프로그램이 채택된 직후인 1990년의 첫 9개월 동안과 IMF 프로그램이 채택된 직후, 525,000명의 노동자를 포함한 또 다른 889개의 기업들도 같은 운명을 맞았다. 다시 말해, 2년도 채 안 되는 기간에 (금융 운영법에 따른) "트리거 메커니즘"이 전체 산업 노동자 270만 명 중 60만 명 이상을 해고하게 만들었다. 1990년 초반에는 기업들이 파산을 피하려고 하면서 노동력의 20%, 약 50만 명이 임금을 받지 못했다. 파산한 기업과 해고자들이 가장 많이 집중된 지역은 세르비아, 보스니아 헤르체고비나, 마케도니아, 코소보였다. 실질 소득은 폭락하고 사회 프로그램은 붕괴되었다. 이로 인해 사람들 사이에서는 사회적 절망의 분위기가 조성되었다. 이는 앞으로 일어날 사건들의 중요한 전환점이 되었다.

## 붕괴

유고슬라비아의 붕괴

1980년 5월 4일 티토가 사망한 이후로, 유고슬라비아에서는 민족 증오가 고조되었다. 1974년 헌법의 유산은 의사 결정 시스템을 마비 상태로 만들었고, 이해 관계에 관한 갈등을 타협할 수 없게 되면서 더욱 절망적으로 변해갔다. 1981년 코소보 시위 당시 코소보의 알바니아계 다수는 공화국의 지위를 요구했지만, 세르비아 당국은 이러한 정서를 억압하고 코소보 자치주의 자치권을 축소하기 위해 노력하였다.
1986년, 세르비아 과학 예술 아카데미는 유고슬라비아에서 가장 인구가 많은 세르비아인의 지위와 관련된 몇 가지 시급한 문제를 다루는 각서의 초안을 작성하였다. 영토와 인구 면에서 가장 큰 공화국이었던 세르비아는 1974년 헌법에 의해 코소보와 보이보디나 자치주에 대한 영향력이 약화되었다. 두 자치주는 사실상 공화국 급의 특권을 가지고 있었다. 또한 세르비아 공화국 정부는 주에 적용될 결정을 내리고 수행하는 데 제한을 받았기에 세르비아의 손은 묶여 있었다. 각 자치주는 연방 대통령직 협의회(6개 공화국과 2개 자치주의 대표로 구성된 8인 협의회)에서 투표권을 가졌기 때문에 때로는 다른 공화국과 연정을 구성하여 세르비아를 압도하기도 하였다. 세르비아의 정치적 무력함은 다른 세력이 세르비아 외부에 거주하는 200만 명의 세르비아인(세르비아인 전체 인구의 20%)에게 압력을 가할 수 있게 하였다.
티토의 사망 이후, 세르비아 공산주의자동맹 지도자 슬로보단 밀로셰비치는 세르비아 지도부의 정점을 향해 나아가기 시작하였다. 밀로세비치는 1974년 이전 세르비아의 주권 회복을 모색하였다. 다른 공화국들, 특히 슬로베니아와 크로아티아는 그의 제안이 대세르비아 패권주의의 부활이라며 비난하였다. 밀로셰비치는 "반관료제 혁명"으로 알려진 일련의 움직임을 통해 보이보디나와 코소보의 자치권을 축소하는 데 성공하였다. 하지만 두 자치주 모두 유고슬라비아 대통령직 협의회에서의 투표권을 유지하였다. 이전에 세르비아의 영향력을 감소시켰던 그 도구가 이제는 영향력을 증가시키는 데 사용되었다. 8인으로 구성된 협의회에서 세르비아는 이제 세르비아와 당시 충성스러웠던 몬테네그로, 보이보디나, 코소보를 포함해 최소 4표 이상을 확보할 수 있었다.
이러한 사건의 결과로, 코소보의 알바니아계 광부들은 1989년 코소보 광부 파업을 조직하였고, 이는 해당 지역의 알바니아계와 비알바니아계 간의 민족 분쟁으로 이어졌다. 1980년대 코소보 인구의 약 80%는 알바니아계가 다수를 차지하였다. 1989년 밀로셰비치가 코소보를 장악하면서 원래 거주지가 급격히 바뀌었고, 이 지역에는 세르비아계 주민이 적은 수만 남게 되었다. 코소보의 세르비아인 인구는 여러 가지 이유에서 빠르게 감소하고 있었는데, 그 중 하나는 끊임없이 고조되는 민족 긴장과 이에 따른 해당 지역에서의 이주였다.
한편, 밀란 쿠찬이 대통령직을 맡은 슬로베니아와 크로아티아는 공식적인 인정을 받기 위한 알바니아계 광부들의 투쟁을 지원하였다. 초기 파업은 코소보 공화국 수립을 요구하는 광범위한 시위로 번졌다. 이는 세르비아 지도부를 화나게 했고, 지도부는 경찰력을 계속해서 사용하였다. 이후에는 연방 경찰 병력이 시민 질서를 회복하기 위해 파견되었다.
1990년 1월, 유고슬라비아 공산주의자동맹 제14차 임시 대회가 소집되었다. 이 자리에서 세르비아와 슬로베니아 대표단은 공산주의자동맹과 유고슬라비아의 미래에 대해 논쟁을 벌였다. 밀로셰비치가 이끄는 세르비아 대표단은 인구 중 다수였던 세르비아인에게 힘을 실어주는 "1인 1표" 정책을 주장하였다. 이에 크로아티아인들의 지원을 받은 슬로베니아 대표단은 공화국에 더 많은 권력을 이양하여 유고슬라비아를 개혁하려고 했지만 부결되었다. 그 결과, 슬로베니아와 크로아티아 대표단은 대회를 떠났고 전유고슬라비아 공산당은 해체되었다.
그후 필연적으로 이어진 헌법 위기로 인해 모든 공화국에서 민족주의가 고조되었다. 슬로베니아와 크로아티아는 연방 내 관계를 느슨하게 할 것을 요구하였다. 동유럽에서 공산주의가 몰락한 후, 1990년 각 공화국은 다당제 선거를 실시하였다. 슬로베니아와 크로아티아는 공산당이 평화롭게 권력을 이양하기로 결정한 이후 4월에 선거를 실시하였다. 다른 공화국들, 특히 세르비아는 두 공화국의 민주화에 다소 불만을 품고 다양한 제재(예: 슬로베니아 제품에 대한 세르비아의 "관세")를 제안하였다. 하지만 해가 갈수록 다른 공화국의 공산주의자동맹은 민주화 과정이 불가피하다는 것을 깨달았다. 12월, 세르비아는 연방의 회원국 중 마지막으로 공화국 내 옛 공산주의자들의 통치를 확인하는 의회 선거를 실시하였다.
슬로베니아와 크로아티아는 공화국의 더 큰 자치권을 지향하는 정부를 선출하였다(각각 밀란 쿠찬과 프라뇨 투지만의 지휘 아래). 세르비아와 몬테네그로는 유고슬라비아의 통일을 지지하는 후보를 선출하였다. 크로아티아의 독립 추구로 인해 크로아티아 내 대규모 세르비아계 공동체가 반란을 일으켜 크로아티아 공화국에서 분리 독립을 시도하는 결과를 낳았다. 크로아티아의 세르비아인은 구성국 지위에서 강등되기 때문에 주권 국가 크로아티아에서의 소수 민족의 지위를 받아들이지 않았다.

### 유고슬라비아 전쟁
전쟁은 새로운 정권이 유고슬라비아의 민간 및 군 병력을 분리주의 세력으로 대체하려고 시도하면서 발발하였다. 1990년 8월, 크로아티아는 세르비아계가 거주하는 크로아티아 크라이나의 경찰을 무력으로 교체하려 하였다. 이에 주민들은 먼저 유고슬라비아 육군 막사로 피난을 갔지만 군대는 여전히 수동적인 자세를 취하였다. 그러자 민간인들은 무장 저항을 조직하였다. 크로아티아군("경찰")과 민간인 간의 이러한 무력 충돌은 이 지역을 격화시킨 유고슬라비아 전쟁의 시작을 알리는 신호탄이었다. 마찬가지로 슬로베니아 경찰이 유고슬라비아 국경 경찰을 대체하려는 시도는 지역 내 무력 충돌을 유발하였고, 소수의 희생자가 발생하였다.
보스니아 헤르체고비나에서도 비슷한 시도로 인해 3년 이상 지속된 전쟁이 발발하였다(하단 참조). 이 모든 분쟁의 결과는 다음과 같았다. 세 지역 모두에서 세르비아인이 거의 모두 이주하였고, 보스니아 헤르체고비나의 인구가 대규모로 이주하였으며, 3개의 새로운 독립 국가가 수립되었다. 마케도니아의 분리는 유고슬라비아 육군이 마케도니아 땅의 스트라자산 정상을 점령했음에도 불구하고 평화로웠다.
크로아티아에서 일어난 세르비아계 봉기는 크로아티아 지도부가 독립을 향한 움직임을 보이기 거의 1년 전인 1990년 8월, 달마티아 해안에서 내륙으로 이어지는 도로를 봉쇄하면서 시작되었다. 이러한 봉기는 세르비아계가 지배하는 연방군(JNA)의 은밀한 지원을 받았다. 크로아티아의 세르비아인들은 "세르브인 자치주"를 선포했고, 이후 이 자치주는 세르비아 크라이나 공화국으로 통합되었다. 1990년 연방군은 슬로베니아의 영토 방위군(각 공화국에는 지역 경비대와 유사한 지역 방위군이 있음)의 무장 해제를 시도했지만 완전히 성공하지는 못하였다. 그럼에도 슬로베니아는 비밀리에 무기를 수입하여 군대를 보충하기 시작하였다.
크로아티아는 (연방군이 공화국 군대를 무장 해제한 이후) 주로 헝가리에서 불법적인 무기 수입에 착수하였다. 이러한 활동은 지속적인 감시를 받았으며, 크로아티아 국방부 장관인 마르틴 슈페겔와 신원이 확인되지 않은 두 남자 사이의 비밀 회동 영상이 촬영되었다. 유고슬라비아 방첩국(KOS, Kontra-obavještajna služba)이 촬영한 이 영상에서는 슈페겔이 군대와 전쟁 중임을 알리고, 무기 밀수와 크로아티아 도시에 주둔한 유고슬라비아 육군 장교들을 처리하는 방법에 대한 지침을 내리는 모습이 나타났다. 세르비아와 연방군(JNA)는 크로아티아의 재무장 사실을 선전 목적으로 이용하였다. 크로아티아 전역의 군사 기지에도 총격이 가해졌다. 다른 곳에서도 긴장이 고조되었다. 같은 달, 군 지도자들은 유고슬라비아 대통령직을 만나 군대가 국가를 통제할 수 있도록 비상사태 선포를 요청하였다. 당시 육군은 세르비아 정부의 일원으로 여겨졌기 때문에 다른 공화국들은 세르비아가 연방을 완전히 지배하는 것을 두려워하였다. 세르비아, 몬테네그로, 코소보, 보이보디나의 대표는 이 결정에 찬성표를 던졌고, 크로아티아, 슬로베니아, 마케도니아, 보스니아 헤르체고비나 등 다른 모든 공화국들은 반대표를 던졌다. 이 가부동수로 분쟁이 확대되는 것은 늦춰졌지만 오래가지는 못하였다.
1990년 가을, 첫 번째 다당제 선거 결과에 따라 슬로베니아와 크로아티아 공화국은 유고슬라비아를 6개 공화국으로 구성된 느슨한 국가 연합으로 전환할 것을 제안하였다. 이 제안안에 따르면 공화국은 자결권을 갖게 된다. 그러나 밀로셰비치는 이러한 제안을 모두 거부하며, 슬로베니아인과 크로아티아인과 마찬가지로 세르비아인(크로아티아의 세르비아인을 염두해 두고)도 자결권을 가져야 한다고 주장하였다.
1991년 3월 9일, 베오그라드에서 슬로보단 밀로셰비치에 대한 시위가 열렸지만 질서 회복을 위해 경찰과 군대가 거리에 배치되었고, 이로 인해 두 명이 사망하였다. 1991년 3월 말 발생한 플리트비체 호수 사건은 크로아티아에서 일어난 첫 전면전 중 하나였다. 상관의 대부분이 세르비아계였던 유고슬라비아 인민군(JNA)은 중립적인 인상을 유지하였지만, 시간이 지남에 따라 점점 더 국가 정치에 관여하게 되었다.
1991년 6월 25일, 슬로베니아와 크로아티아는 유고슬라비아로부터 독립을 선언한 최초의 공화국이 되었다. 이탈리아, 오스트리아, 헝가리와의 국경을 통과하는 슬로베니아의 연방 세관원들은 대부분 슬로베니아 현지인이었기 때문에 그들은 단순히 제복 만을 갈아입었다. 다음 날(6월 26일), 연방 집행협의회는 군대에 "국제적으로 인정받는 국경"을 장악하도록 구체적으로 명령하였고, 이로 인해 10일 전쟁이 발발하였다. 슬로베니아와 크로아티아가 독립을 위해 싸우는 동안 세르비아군과 크로아티아군은 폭력적이고 위험한 경쟁에 빠져들었다.
슬로베니아와 크로아티아의 막사에 주둔하고 있던 유고슬라비아 인민군은 향후 48시간 이내에 임무를 수행하려고 시도하였다. 그러나 유고슬라비아 육군 징집병에게 유고슬라비아 연방이 외국군의 공격을 받고 있다는 잘못된 정보가 전달되었고, 그들 대다수가 징집된 지역에서 전쟁을 치르고 싶어하지 않았다. 이에 슬로베니아 영토 방위군은 며칠 만에 대부분의 기지을 탈환하였고, 양측 모두 최소한의 인명 피해를 입었다.
그러나 전쟁 범죄가 의심되는 증거가 있었다. 오스트리아 ORF TV 네트워크는 총성이 들리고 병사들이 쓰러지는 모습을 지켜보며, 유고슬라비아 육군 병사 3명이 영토 방위군에 항복하는 영상을 내보냈다. 이 사건으로 사망한 사람은 없었지만, 유고슬라비아 인민군에 의해 주택과 교회를 포함하여 민간 재산과 생명이 파괴된 사례가 수없이 발생하였다. 민간 공항과 격납고 내부의 항공기가 포격을 받았으며, 류블랴나에서 자그레브로 향하던 트럭 운전사와 류블랴나 공항의 오스트리아 기자들이 사망하였다.
결국 휴전이 합의되었다. 모든 공화국의 대표들이 인정한 브리유니 협정에 따라 국제 사회는 슬로베니아와 크로아티아에 3개월간 독립 유예 조치를 취하도록 압력을 가하였다.
이 3개월 동안 유고슬라비아 육군은 슬로베니아에서 철수를 완료했지만, 크로아티아에서는 1991년 가을 유혈 전쟁이 발발하였다. 세르비아계 인구가 많은 지역에 세르비아 크라이나 공화국을 수립한 세르비아계 주민들은 분리 독립 지역을 크로아티아의 관할로 되돌리려는 크로아티아 공화국 경찰에 저항하였다. 일부 전략적 장소에서 유고슬라비아 육군은 완충 지대 역할을 하였다. 그 외 대부분 지역에서는 새 크로아티아 육군과 경찰에 맞서는 세르비아인에게 자원과 인력을 확보하고 지원하였다.
1991년 9월, 마케도니아 공화국도 독립을 선언하였다. 마케도니아 공화국은 베오그라드에 있는 유고슬라비아 당국의 저항 없이 주권을 획득한 유일한 공화국이 되었다. 그 후 500명의 미군이 유엔의 깃발 아래 마케도니아 북부 세르비아 공화국과의 국경을 감시하기 위해 배치되었다. 마케도니아의 초대 대통령 키로 글리고로프는 베오그라드와 다른 분리 독립 공화국들과 좋은 관계를 유지하였다. 코소보의 일부 지역과 프레셰보 계곡이 역사적으로 마케도니아의 북쪽 지역(프로호르 프친스키 지역)에 해당했지만, 마케도니아와 세르비아 국경 경찰 사이에는 아무런 문제가 없었다. 이는 유고슬라비아 육군이 2000년까지 스트라자산 정상에 있는 군사 시설을 포기하기하지 않았음에도 불구하고 이루어졌다. 만약 그렇지 않았다면 마케도니아 민족주의가 다시 부상하여 국경 분쟁이 발생했을 수 있었다(내부 마케도니아 혁명 기구 참고).
이러한 분쟁의 결과로 유엔 안전 보장 이사회는 1991년 11월 27일 유엔 안전 보장 이사회 결의 제721호를 만장일치로 채택하여 유고슬라비아에서 평화 유지 작전을 수립하는 데 길을 열었다.
1991년 11월, 보스니아 헤르체고비나에서 세르비아계는 국민 투표를 실시하여 보스니아 헤르체고비나 국경 내에 세르비아계 공화국을 수립하고, 세르비아와 몬테네그로와의 공동 국가를 유지하는 데 압도적인 찬성표를 던졌다. 1992년 1월 9일, 자칭 보스니아 세르비아계 의회는 별도로 "보스니아 헤르체고비나 세르브인 공화국"을 선포하였다. 보스니아 헤르체고비나 정부는 국민 투표와 세르브인 자치주 수립을 위헌으로 보고 불법이자 무효로 선언하였다. 1992년 2월부터 3월까지 보스니아 헤르체고비나 정부는 유고슬라비아로부터의 독립을 위한 국민 투표를 실시하였다. 이 국민 투표는 베오그라드의 연방 헌법재판소와 새로 수립된 보스니아의 세르비아계 정부에 의해 보스니아 헤르체고비나와 연방 헌법에 위배된다고 선언되었다.
보스니아의 세르비아계는 대체로 국민투표를 거부하였다. 베오그라드에 위치한 연방 법원은 보스니아의 세르비아계의 국민 투표 문제에 대해 결정을 내리지 않았다. 투표율은 64%에서 67% 사이였고, 유권자의 98%가 독립에 투표하였다. 하지만 3분의 2 이상의 과반수 요건이 실제로 무엇을 의미하는지, 그리고 이 요건이 충족되었는지는 명확하지 않았다. 공화국 정부는 4월 5일에 독립을 선언하였고, 세르비아인들은 즉시 스릅스카 공화국(Republika Srpska)의 독립을 선언하였다. 그 후 얼마 지나지 않아 보스니아 전쟁이 발발하였다.

### 연표
유고슬라비아 사회주의 연방공화국의 종말을 알리는 날짜에는 여러 가지가 있다:
- 1991년 6월 25일, 크로아티아와 슬로베니아가 독립을 선언하였다.[75]
- 1991년 9월 8일, 국민투표에 따라 마케도니아 공화국이 독립을 선언하였고, 9월 7일, 마케도니아 의회가 이를 비준하였다.[76]
- 1991년 10월 8일, 슬로베니아와 크로아티아의 분리에 대한 7월 9일 유예가 종료되고, 크로아티아가 크로아티아 의회에서 독립을 재확인하였다. (이 날은 크로아티아의 독립기념일이다.)[77]
- 1992년 4월 6일, 유럽 연합과 미국이 보스니아 헤르체고비나 공화국의 독립을 완전히 인정하였다.[78]
- 1992년 4월 28일: 유고슬라비아 연방공화국이 수립되었다.[8]
- 1995년 12월 14일: 유고슬라비아 연방공화국, 보스니아 헤르체고비나 공화국, 크로아티아의 지도자들이 데이턴 협정에 서명하였다.[79]

## 신생국

### 승계, 1992년~2003년
유고슬라비아 전쟁이 보스니아와 크로아티아를 휩쓸면서, 상대적으로 전쟁의 영향을 받지 않은 세르비아와 몬테네그로 공화국은 1992년 유고슬라비아 연방공화국(FRY)이라는 잔존 국가를 형성하였다. 유고슬라비아 연방공화국은 유고슬라비아 사회주의 연방공화국의 유일한 법적 승계국이 되고자 하였으나, 다른 구 공화국들은 이러한 주장에 반대하였다. 유엔도 또한 구 국가의 회원 자격을 자동으로 계속 유지해 달라는 요구를 거부하였다. 2000년, 밀로셰비치는 10년 간의 세르비아 통치 기간과 유고슬라비아 전쟁 동안에 저지른 잔혹 행위로 기소되었다. 결국 2000년 슬로보단 밀로셰비치가 연방 대통령직에서 축출된 후, 유고슬라비아 연방공화국은 단독 승계를 포기하고 공동 승계에 대한 바댕테르 중재위원회의 의견을 수용하였다. 또한, 2000년 11월 1일 유엔 회원국 자격을 다시 신청하여 부여받았다. 1992년부터 2000년까지 미국을 비롯한 일부 국가들은 유고슬라비아 연방공화국을 세르비아 몬테네그로라고 불렀는데, 이는 유고슬라비아 연방공화국의 승계권 주장이 불법적이라고 보았기 때문이다. 2001년 4월, 당시 현존하던 5개의 승계국은 구 유고슬라비아 사회주의 연방공화국의 승계 문제에 대한 협정 초안을 작성하였다. 역사의 중요한 전환점을 맞으며, 2003년 유고슬라비아 연방공화국은 공식적으로 세르비아 몬테네그로으로 개칭되었다.
2001년 6월 29일 빈에서 체결된 승계 협정에 따라, 구유고슬라비아의 모든 자산은 5개의 승계국으로 분할되었다:
| 국명                         | 수도       | 국기 | 국장 | 독립선언일      | 유엔 가입일     |
| ---------------------------- | ---------- | ---- | ---- | --------------- | --------------- |
| 마케도니아 공화국            | 스코페     |      |      | 1991년 9월 8일  | 1993년 4월 8일  |
| 보스니아 헤르체고비나 공화국 | 사라예보   |      |      | 1992년 3월 3일  | 1992년 5월 22일 |
| 슬로베니아 공화국            | 류블랴나   |      |      | 1991년 6월 25일 | 1992년 5월 22일 |
| 유고슬라비아 연방공화국      | 베오그라드 |      |      | 1992년 4월 27일 | 2000년 11월 1일 |
| 크로아티아 공화국            | 자그레브   |      |      | 1991년 6월 25일 | 1992년 5월 22일 |

### 승계, 2006년~현재
2006년 5월 몬테네그로 독립 국민투표가 통과되면서, 2006년 6월 몬테네그로는 독립국이 되었고, 세르비아 몬테네그로는 더 이상 존재하지 않게 되었다. 몬테네그로의 독립 이후, 세르비아는 세르비아 몬테네그로의 법적 승계국이 되었고 몬테네그로는 국제 기구에 다시 가입을 신청하였다. 2008년 2월, 코소보 공화국은 세르비아로부터 독립을 선언하였고, 이로 인해 코소보가 법적으로 인정된 국가인지에 대한 논란이 계속되고 있다. 코소보 공화국은 유엔 회원국이 아니지만, 미국과 유럽 연합의 회원국 등 여러 국가가 코소보 공화국을 주권국으로 인정하였다.
|                       | 몬테네그로        | 보스니아 헤르체고비나 | 북마케도니아   | 세르비아          | 슬로베니아        | 코소보          | 크로아티아        |
| --------------------- | ----------------- | --------------------- | -------------- | ----------------- | ----------------- | --------------- | ----------------- |
| 국기                  |                   |                       |                |                   |                   |                 |                   |
| 국장                  |                   |                       |                |                   |                   |                 |                   |
| 수도                  | 포드고리차        | 사라예보              | 스코페         | 베오그라드        | 류블랴나          | 프리슈티나      | 자그레브          |
| 독립선언일            | 2006년 6월 3일    | 1992년 3월 3일        | 1991년 9월 8일 | 2006년 6월 5일    | 1991년 6월 25일   | 2008년 2월 17일 | 1991년 6월 25일   |
| 인구 (2018)           | 622,359명         | 3,301,779명           | 2,068,979명    | 6,988,221명       | 2,086,525명       | 1,886,259명     | 4,109,669명       |
| 면적                  | 13,812 km2        | 51,197 km2            | 25,713 km2     | 88,361 km2        | 20,273 km2        | 10,908 km2      | 56,594 km2        |
| 인구 밀도             | 45명/km2          | 69명/km2              | 81명/km2       | 91명/km2          | 102명/km2         | 159명/km2       | 74명/km2          |
| 내수면 비율           | 2.61%             | 0.02%                 | 1.09%          | 0.13%             | 0.6%              | 1.00%           | 1.1%              |
| GDP (명목; 2023)      | 66,74억 달러      | 245.31억 달러         | 150.24억 달러  | 686.79억 달러     | 652.02억 달러     | 98.15억 달러    | 734.90억 달러     |
| 1인당 GDP (PPP; 2023) | 27,616 달러       | 18,956 달러           | 21,103 달러    | 25,718 달러       | 52,517 달러       | 15,398 달러     | 40,484 달러       |
| 지니 계수 (2018)      | 33.2              | 33.0                  | 43.2           | 29.7              | 25.6              | 23.2            | 29.7              |
| HDI (2021)            | 0.832 (매우 높음) | 0.780 (높음)          | 0.770 (높음)   | 0.802 (매우 높음) | 0.918 (매우 높음) | 0.750 (높음)    | 0.858 (매우 높음) |
| 도메인                | .me               | .ba                   | .mk            | .rs               | .si               | .xk             | .hr               |
| 국제 전화             | +382              | +387                  | +389           | +381              | +386              | +383            | +385              |

### 유고노스탤지어
유고슬라비아라는 공동 국가의 시대와 그 긍정적인 속성을 기억하는 것을 유고노스탤지어(Yugo-nostalgia)라고 한다. 스스로를 유고슬라비아인이라고 자처하는 유고슬라비아 출신 주민들이 여전히 존재한다. 이들은 오늘날 독립국의 민족과 관련된 인구 통계에서 흔히 볼 수 있다.

## 행정 구역
유고슬라비아 왕국의 행정 구역은 바노비나로 구성되었다. 1939년 이후, 사바 바노비나와 연안 바노비나는 크로아티아 바노비나로 병합되었다. 유고슬라비아 사회주의 연방공화국은 6개의 공화국과 2개의 자치주로 구성되었다.

## 인구

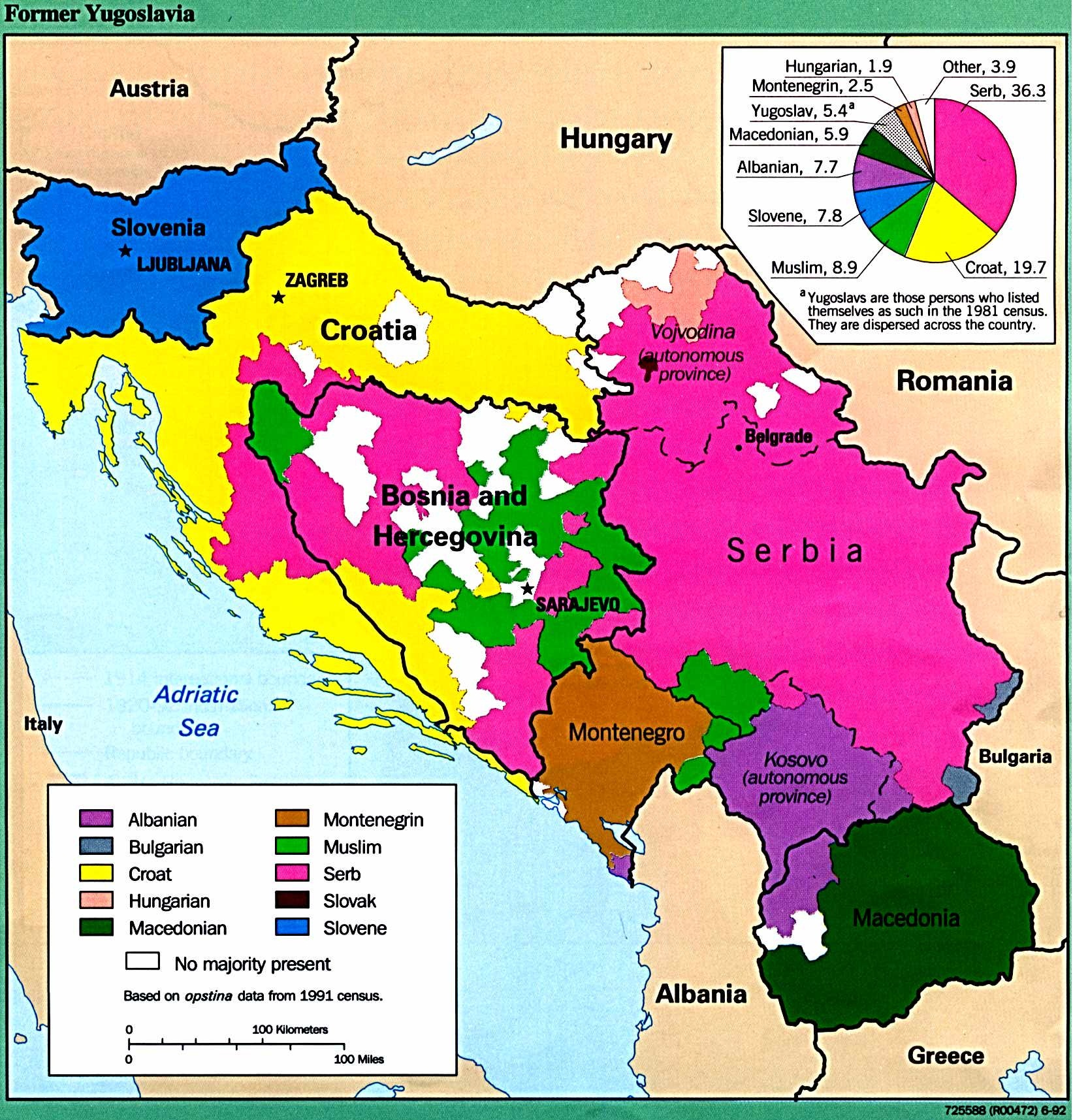
1991년 인구 조사 자료를 기반으로, CIA가 1992년에 발표한 유고슬라비아의 민족 지도

유고슬라비아는 민족적 소속뿐만 아니라 종교적 소속에 있어서도 항상 매우 다양한 사람들의 고향이었다. 많은 종교 중, 이슬람교, 로마 가톨릭, 유대교, 개신교, 그리고 다양한 동방 정교회가 유고슬라비아의 종교를 구성하였으며, 모두 40개가 넘는 종교가 있었다. 유고슬라비아의 종교 인구는 제2차 세계대전 이후 급격히 변화하였다. 1921년과 1948년 후반에 실시한 인구 조사에 따르면, 인구의 99%가 종교와 관습에 깊이 관여하는 것으로 나타났다. 전후 정부의 근대화, 도시화 정책으로 인해 종교를 믿는 사람의 비율은 급격히 감소하였다. 종교적 신념과 민족성 간의 연관성은 전후 공산주의 정부의 국가 통합과 국가 구조에 대한 정책에 심각한 위협이 되었다. 유고슬라비아는 사실상 무신론 국가가 되었지만, 당시 다른 사회주의 국가들과는 달리 가톨릭 교회는 유고슬라비아 사회에서 적극적인 역할을 유지하였다. 성좌는 1967년까지 유고슬라비아와의 관계를 정상화하였고, 베트남 전쟁을 막기 위해 함께 노력하였다. 마찬가지로 세르비아 정교회는 호의적인 대우를 받았고, 유고슬라비아는 동구권의 다른 국가들처럼 반종교적 캠페인에 참여하지 않았다.
공산주의가 부상한 후 1964년에 실시한 조사에 따르면, 유고슬라비아 전체 인구의 70%가 넘는 사람들이 자신을 종교인이라고 생각하는 것으로 나타났다. 종교적 인구 밀도가 가장 높은 지역은 코소보가 91%, 보스니아 헤르체고비나가가 83.8%였다. 종교적 인구 밀도가 가장 낮은 지역은 슬로베니아가 65.4%, 세르비아가 63.7%, 크로아티아가 63.6%였다. 자신을 무신론자라고 말한 사람의 비율은 국적별로 유고슬라비아인 중에서 45%로 가장 높았고, 그 다음으로는 세르비아인이 42%로 나타났다. 정교회교도인 세르비아인과 마케도니아인, 가톨릭교도인 크로아티아인과 슬로베니아인, 무슬림인 보슈냐크인과 알바니아인 간의 종교적 차이와 민족주의의 부상은 1991년 유고슬라비아 붕괴의 원인이 되었다.
유고슬라비아 왕국은 통합 정책을 시행하고 자치권을 억압했으며, 세르비아인, 크로아티아인, 보슈냐크인, 몬테네그로인, 마케도니아인, 슬로베니아인을 하나의 유고슬라비아인으로 규정하는 것을 공식 이념으로 선포하였다(유고슬라비아주의 참고). 이는 크로아티아인과 다른 민족의 격렬한 반대와 저항을 불러일으켰다. 그들은 이를 유고슬라비아 내 비세르비아계 인구의 점진적인 세르비아화로 해석하였다. 유고슬라비아 사회주의 연방공화국의 집권 공산주의자동맹은 민족 단일주의와 왕실 패권을 이념적으로 반대하고, 대신 "형제애와 통일"이라는 개념 내에서 민족 다양성과 사회주의적 유고슬라비아주의를 장려하며 국가를 연방으로 조직하였다.

### 언어
유고슬라비아의 3가지 주요 언어는 세르보크로아트어, 슬로베니아어, 마케도니아어였다. 구유고슬라비아 전역에서 가르친 유일한 언어였던 세르보크로아트어는 많은 슬로베니아인과 마케도니아인, 특히 유고슬라비아 시대에 태어난 사람들에게는 제2언어로 남아있다. 유고슬라비아가 붕괴된 이후, 세르보크로아트는 통일 체계와 공식적인 통일 지위를 상실하였다. 그 이후로는 여전히 하나된 다중심언어인 몬테네그로어, 보스니아어, 세르비아어, 크로아티아어의 네 가지 표준화된 방언으로 분열되었다.

### 내용주
1. ↑  국민 언어로:
  - 세르보크로아트어: Jugoslavija / Југославија [juɡǒslaːʋija];
  - 슬로베니아어: Jugoslavija [juɡɔˈslàːʋija];
  - 마케도니아어: Југославија [juɡɔˈsɫavija] 

지역 및 소수 언어로:
  - 알바니아어: Jugosllavia;
  - 아로마니아어: Iugoslavia;
  - 헝가리어: Jugoszlávia;
  - 판노니아 루신어: Югославия;
  - 슬로바키아어: Juhoslávia;
  - 루마니아어: Iugoslavia;
  - 체코어: Jugoslávie;
  - 이탈리아어: Iugoslavia;
  - 튀르키예어: Yugoslavya;
  - 불가리아어: Югославия
2. ↑  달마티아 크로아티아계 정치인 안테 트룸비치가 이끄는 유고슬라비아 위원회는 연합국에 로비를 하여 남슬라브족의 독립 국가를 지원해줄 것을 요청하였고, 1917년 7월 20일 코르푸 선언을 통해 이 제안을 전달하였다.[1]
3. ↑  2019년 프레스파 협정의 결과로 국호가 북마케도니아로 변경되었다.
4. ↑  2003년 세르비아 몬테네그로로 국명을 변경하였다.
5. ↑  유고슬라비아 연방공화국의 선언일
6. ↑  2006년 6월 3일, 세르비아로 승계되었다.

### 참조주
1. ↑  Spencer Tucker. Encyclopedia of World War I: A Political, Social, and Military History. Santa Barbara, California, USA: ABC-CLIO, 2005. Pp. 1189.
2. ↑  “orderofdanilo.org”. 2009년 5월 16일에 원본 문서에서 보존된 문서.
3. ↑  Huntington, Samuel P. (1996). 《문명의 충돌과 세계 질서의 재정립》. Simon & Schuster. 260쪽. ISBN 978-0-684-84441-1.
4. ↑  “History, bloody history”. 《BBC News》. 1999년 3월 24일. 2009년 1월 25일에 원본 문서에서 보존된 문서. 2010년 12월 29일에 확인함.
5. 1 2  “FR Yugoslavia Investment Profile 2001” (PDF). EBRD Country Promotion Programme. 3쪽. 2011년 9월 28일에 원본 문서 (PDF)에서 보존된 문서.
6. ↑  Fenwick, Charles G. (1918). “Jugoslavic National Unity”. 《The American Political Science Review》 12 (4): 718–721. doi:10.2307/1945848. ISSN 0003-0554.
7. ↑  Rutherford, Malcolm; Hibbert, Reginald; Somerville, Keith (1995). “Notes of the Month”. 《The World Today》 51 (8/9): 156. ISSN 0043-9134. JSTOR 40396747.
8. 1 2 3  유고슬라비아 - 브리태니커 백과사전 (다음백과 미러)
9. ↑  Ramet 2006.
10. ↑  인디애나 대학교 (October 2002). “Chronology 1929”. indiana.edu. 2015년 2월 22일에 원본 문서에서 보존된 문서. 2014년 2월 8일에 확인함.
11. ↑  인디애나 대학교 (October 2002). “Chronology 1929”. indiana.edu. 2014년 2월 22일에 원본 문서에서 보존된 문서. 2014년 2월 8일에 확인함.
12. 1 2  Donia, Robert J.; Fine, John Van Antwerp (1994). 《Bosnia and Hercegovina: A Tradition Betrayed》. Columbia University Press. 129쪽. ISBN 9780231101615.
13. ↑  Atkeson, Edward B. (2011). 《The New Legions: American Strategy and the Responsibility of Power》. Rowman & Littlefield. 141쪽. ISBN 9781442213777.
14. ↑  Roszkowski, Wojciech; Kofman, Jan (2016). 《Biographical Dictionary of Central and Eastern Europe in the Twentieth Century》. Routledge. 3465쪽. ISBN 978-1-31747-593-4.
15. ↑  유고슬라비아 (1934). 《Request by the Yugoslav Government Under Article 11, Paragraph 2, of the Covenant: Communication from the Yugoslav Government》. 국제연맹. 8쪽.
16. ↑  Banac, Ivo (1984). 《The National Question in Yugoslavia: Origins, History, Politics》. Cornell University Press. 326쪽. ISBN 978-0-8014-9493-2.
17. ↑  Groueff, Stéphane (1987). 《Crown of Thorns》. Madison Books. 224쪽. ISBN 978-0-8191-5778-2.
18. ↑  Kosta, Todorov (2007). 《Balkan Firebrand - The Autobiography of a Rebel Soldier and Statesman》. Read Books. 267쪽. ISBN 978-1-4067-5375-2.
19. ↑  Maza, Sarah (2011년 5월 31일). 《Violette Noziere: A Story of Murder in 1930s Paris》. University of California Press. 230쪽. ISBN 978-0-520-94873-0.
20. ↑  “Краљевски намесници и чланови Народног претставништва положили су јуче заклетву на верност Њ. В. Кралу Петру II” [Royal deputies and members of the People's Representative Office took the oath of allegiance to King Peter II yesterday]. 《Време》 (세르보크로아트어). 1934년 10월 12일.
21. ↑  A. W. Palmer, "Revolt in Belgrade, March 27, 1941,"History Today (March 1960) 10#3 pp 192–200.
22. ↑  “6 April: Germany Invades Yugoslavia and Greece”. 《arquivo.pt》. 2009년 10월 15일에 원본 문서에서 보존된 문서.
23. ↑  Dr. Stephen A. Hart; 영국방송공사 (2011년 2월 17일). “Partisans: War in the Balkans 1941–1945”. bbc.com. 2011년 11월 28일에 원본 문서에서 보존된 문서. 2014년 2월 8일에 확인함.
24. ↑  히스토리 채널 (2014). “Apr 17, 1941: Yugoslavia surrenders”. history.com. 2014년 2월 21일에 원본 문서에서 보존된 문서. 2014년 2월 8일에 확인함.
25. ↑  인디애나 대학교 (October 2002). “Chronology 1929”. indiana.edu. 2014년 10월 27일에 원본 문서에서 보존된 문서. 2014년 2월 8일에 확인함.
26. ↑  Goldberg, Harold J. (2019). 《Daily Life in Nazi-Occupied Europe》. ABC-CLIO. 22쪽. ISBN 9781440859120.
27. ↑  Tomasevich, Jozo (2021) [1969]. 〈Yugoslavia During the Second World War〉.   Vucinich, Wayne S. 《Contemporary Yugoslavia: Twenty Years of Socialist Experiment》. University of California Press. 79쪽. ISBN 9780520369894.
28. ↑  Pavlowitch, Stefan (2008). 《Hitler's New Disorder: The Second World War in Yugoslavia》. Oxford University Press. 285쪽. ISBN 9780199326631.
29. ↑  7David Martin, Ally Betrayed: The Uncensored Story of Tito and Mihailovich, (New York: Prentice Hall, 1946), 34.
30. ↑  Redžić, Enver (2005). 《Bosnia and Herzegovina in the Second World War》. New York: Tylor and Francis. 155쪽. ISBN 978-0-7146-5625-0. 2021년 8월 18일에 원본 문서에서 보존된 문서. 2021년 8월 18일에 확인함.
31. ↑  Geiger, Vladimir (2012). “Human Losses of the Croats in World War II and the Immediate Post-War Period Caused by the Chetniks (Yugoslav Army in the Fatherand) and the Partisans (People's Liberation Army and the Partisan Detachments of Yugoslavia/Yugoslav Army) and the Communist Authorities: Numerical Indicators”. 《Review of Croatian History》 (Croatian Institute of History) VIII (1): 117. 2015년 11월 17일에 원본 문서에서 보존된 문서. 2015년 10월 25일에 확인함.
32. ↑  Buchanan, Andrew N. (2019). 《World War II in Global Perspective, 1931-1953: A Short History》. John Wiley & Sons. 189쪽. ISBN 978-1-1193-6607-2.
33. ↑  Michael Lees, The Rape of Serbia: The British Role in Tito's Grab for Power, 1943–1944 (1990).
34. ↑  James R. Arnold; Roberta Wiener (January 2012). 《Cold War: The Essential Reference Guide》. ABC-CLIO. 216쪽. ISBN 978-1-6106-9003-4. 2016년 1월 1일에 원본 문서에서 보존된 문서. 2015년 10월 17일에 확인함.
35. ↑  Byford, Jovan (2020). 《Picturing Genocide in the Independent State of Croatia: Atrocity Images and the Contested Memory of the Second World War in the Balkans》. Bloomsbury Publishing. 158쪽. ISBN 978-1-3500-1597-5.
36. ↑  Jessup, John E. (1989). 《A Chronology of Conflict and Resolution, 1945–1985》. New York: Greenwood Press. ISBN 978-0-313-24308-0.
37. 1 2  Arnold and Wiener (2012). 《Cold War: The Essential Reference Guide》. 216쪽. ISBN 9781610690034. 2016년 1월 1일에 원본 문서에서 보존된 문서. 2015년 10월 17일에 확인함.
38. ↑  John O. Iatrides; Linda Wrigley (2004). 《Greece at the Crossroads: The Civil War and Its Legacy》. Penn State University Press. 267–73쪽. ISBN 9780271043302. 2016년 1월 1일에 원본 문서에서 보존된 문서. 2015년 10월 17일에 확인함.
39. ↑  Portmann, Michael (2010). “Die orthodoxe Abweichung. Ansiedlungspolitik in der Vojvodina zwischen 1944 und 1947”. 《Bohemica. A Journal of History and Civilisation in East Central Europe》 50 (1): 95–120. doi:10.18447/BoZ-2010-2474.
40. ↑  Niebuhr, Robert Edward (2018). 《The Search for a Cold War Legitimacy: Foreign Policy and Tito's Yugoslavia》. BRILL. 178쪽. ISBN 978-9-0043-5899-7.
41. ↑  Čubrilo, Jasmina (2020). 〈The Museum of Contemporary Art in Belgrade and Post-Revolutionary Desire〉.   Garcia, Noemi de Haro; Mayayo, Jesús Carrillo, Patricia; Carrillo, Jesús. 《Making Art History in Europe After 1945》. Routledge. 125–128쪽. ISBN 978-0-8153-9379-5.
42. ↑  Zimmerman, William (2014). 《Open Borders, Nonalignment, and the Political Evolution of Yugoslavia》. Princeton University Press. 27쪽. ISBN 978-1-4008-5848-4.
43. ↑  John R. Lampe;  외. (1990). 《Yugoslav-American Economic Relations Since World War II》. Duke University Press. 28–37쪽. ISBN 978-0822310617. 2015년 10월 17일에 확인함.
44. ↑  “Tito is made president of Yugoslavia for life”. 《History.com》.
45. 1 2 3  Bureau of Public Affairs Office of Media Services (1976). 《Background Notes》. United States Department of State. 4쪽.
46. ↑  《Post Report》. United States Department of State. 1985. 5쪽.
47. ↑  Žilnik, Želimir (2009). “Yugoslavia: "Down with the Red Bourgeoisie!"” (PDF). 《Bulletin of the GHI》 (1968: Memories and Legacies of a Global Revolt). 2013년 10월 4일에 원본 문서 (PDF)에서 보존된 문서.
48. 1 2  Minahan, James B. (2009). 《The Complete Guide to National Symbols and Emblems [2 volumes]》. ABC-CLIO. 366쪽. ISBN 978-0-3133-4497-8.
49. 1 2  Lalić, Alenka Braček; Prug, Danica, 편집. (2021). 《Hidden Champions in Dynamically Changing Societies: Critical Success Factors for Market Leadership》. Springer. 154쪽. ISBN 978-3-03065-451-1.
50. ↑  Horowitz, Shale (2005). 《From Ethnic Conflict to Stillborn Reform: The Former Soviet Union and Yugoslavia》. Texas A&M University Press. 150쪽. ISBN 978-1-5854-4396-3.
51. ↑  Huszka, Beata (2013). 《Secessionist Movements and Ethnic Conflict: Debate-Framing and Rhetoric in Independence Campaigns》. Routledge. 68쪽. ISBN 9781134687848.
52. ↑  Bell, Jared O. (2018). 《Frozen Justice: Lessons from Bosnia and Herzegovina's Failed Transitional Justice Strategy》. Vernon Press. 40쪽. ISBN 978-1-6227-3204-3.
53. ↑  Paulston, Christina Bratt; Peckham, Donald, 편집. (1998). 《Linguistic Minorities in Central and Eastern Europe》. Multilingual Matters. 43쪽. ISBN 978-1-8535-9416-8.
54. ↑  Ker-Lindsay, James (2012). 《The Foreign Policy of Counter Secession: Preventing the Recognition of Contested States》. Oxford University Press. 33쪽. ISBN 9780199698394.
55. 1 2  Malley-Morrison, Kathleen, 편집. (2009). 《State Violence and the Right to Peace: An International Survey of the Views of Ordinary People, Volume 1》. ABC-CLIO. 28쪽. ISBN 978-0-2759-9652-9.
56. 1 2  Baten, Joerg, 편집. (2016). 《A History of the Global Economy》. Cambridge University Press. 64쪽. ISBN 978-1-1071-0470-9.
57. ↑  Baten, Jörg (2016). 《A History of the Global Economy. From 1500 to the Present.》. Cambridge University Press. 64쪽. ISBN 978-1-107-50718-0.
58. ↑  “YUGOSLAVIA'S BALANCE OF PAYMENTS: IN THE BLACK THOUGH NOT FOR LONG” (PDF).
59. ↑  Eade, Deborah (1998). 《From Conflict to Peace in a Changing World: Social Reconstruction in Times of Transition》. Oxfam. 40쪽. ISBN 978-0-8559-8395-6.
60. 1 2  Chossudovsky, Michel (1996). “Dismantling Former Yugoslavia: Recolonising Bosnia”. 《Economic and Political Weekly》 31 (9): 521–525. JSTOR 4403857.
61. ↑  John B. Allcock, et al. eds.
62. 1 2 3 4  Hunt, Michael (2014). 《The World Transformed 1945 to the Present》. New York: Oxford University Press. 522쪽. ISBN 978-0-19-937102-0.
63. ↑  Roberts, Elizabeth (2007). 《Realm of the Black Mountain: A History of Montenegro》. Cornell University Press. 432쪽. ISBN 9780801446016.
64. ↑  Djokić, Dejan (2023). 《A Concise History of Serbia》. Cambridge University Press. 461쪽. ISBN 9781009308656.
65. ↑  Howe, Marvin (1982년 7월 12일). “Exodus of Serbians Stirs Province in Yugoslavia”. 《The New York Times》.
66. ↑  Kingsbury, Damien (2021). 《Separatism and the State》. Taylor & Francis. 84쪽. ISBN 9781000368703.
67. ↑  Meier, Viktor (1999). 《Yugoslavia: a history of its demise》. Routledge. 84–85쪽. ISBN 9780415185967.
68. ↑  Borgeryd, Anna J. (1999). 《Managing Intercollective Conflict: Prevailing Structures and Global Challenges》. Universal-Publishers. 213쪽. ISBN 9781581120431.
69. ↑  Athanasiou, Athena (2017). 《Agonistic Mourning: Political Dissidence and the Women in Black》. Edinburgh University Press. ISBN 9781474420174.
70. ↑  Moore, Adam (2013). 《Peacebuilding in Practice: Local Experience in Two Bosnian Towns》. Cornell University Press. ISBN 9780801469558.
71. ↑  Lukic, Renéo; Lynch, Allen (1996). 《Europe from the Balkans to the Urals: The Disintegration of Yugoslavia and the Soviet Union》. SIPRI. 277쪽. ISBN 9780198292005.
72. ↑  Allcock, et al. eds.
73. ↑  Allcock, et al. eds.
74. ↑  “Resolution 721”. 《N.A.T.O.》. 1991년 9월 25일. 2006년 6월 29일에 원본 문서에서 보존된 문서. 2006년 7월 21일에 확인함.
75. ↑  Meier, Viktor (2005). 《Yugoslavia: A History of its Demise》. Routledge. xiv쪽. ISBN 978-1-1346-6510-5.
76. ↑  Vidmar, Jure (2013). 《Democratic Statehood in International Law: The Emergence of New States in Post-Cold War Practice》. Bloomsbury Publishing. 98쪽. ISBN 978-1-7822-5090-6.
77. ↑  Stelkens, Ulrich; Andrijauskaitė, Agnė, 편집. (2020). 《Good Administration and the Council of Europe: Law, Principles, and Effectiveness》. Oxford University Press. 689쪽. ISBN 978-0-1988-6153-9.
78. ↑  Calic, Marie-Janine (2013).  Ingrao, Charles W.; Emmert, Thomas Allan, 편집. 《Confronting the Yugoslav Controversies: A Scholars' Initiative》. Purdue University Press. 124쪽. ISBN 978-1-5575-3617-4.
79. ↑  Whitney, Craig R. (1995년 12월 15일). “BALKAN ACCORD: THE OVERVIEW;Balkan Foes Sign Peace Pact, Dividing An Unpacified Bosnia”. 《The New York Times》 (미국 영어). ISSN 0362-4331. 2024년 4월 16일에 확인함.
80. ↑  머피, 숀 D. (2002). 《United States Practice in International Law: 1999–2001》 1. Cambridge University Press. 130쪽. ISBN 978-0-521-75070-7.
81. ↑  1999 CIA 월드 팩트북: Serbia and Montenegro 보관됨 17 9월 2011 - 웨이백 머신
82. ↑  “CIA – The World Factbook 1999 – Serbia and Montenegro”. 2000년 8월 16일. 2000년 8월 16일에 원본 문서에서 보존된 문서. 2018년 8월 26일에 확인함.
83. ↑  “Yugoslav Agreement on Succession Issues (2001)”. 2012년 5월 26일에 원본 문서에서 보존된 문서. 2012년 6월 14일에 확인함.
84. 1 2  Arthur, Watts (2002). “Agreement on Succession Issues Between the Five Successor States of the Former State of Yugoslavia”. 《International Legal Materials》 41 (1): 3–36. doi:10.1017/s0020782900009141. JSTOR 20694208. S2CID 165064837.
85. ↑  “Member States”. United Nations. 2017년 6월 27일에 원본 문서에서 보존된 문서. 2017년 6월 29일에 확인함.
86. ↑  “U.S. and most of the EU recognize Kosovo”. 《The New York Times》 (미국 영어). 2008년 2월 18일. ISSN 0362-4331. 2024년 4월 16일에 확인함.
87. ↑  지니 계수
88. ↑  The Republic of Serbia, Statistical Office (2011년 10월 12일). “Census 2011”. 《Statistical Office of the Republic of Serbia》. 2023년 8월 29일에 원본 문서에서 보존된 문서. 2024년 4월 15일에 확인함.
89. ↑  Fahlbusch; Milic Lochman; Bromiley; Mbiti; Pelikan; Vischer, 편집. (2008). 〈개신교 교회 사전〉. 《The Encyclodedia of Christianity》 5. 윌리엄 B. 에드먼스 출판사. 513쪽. ISBN 9780802824172. 2022년 7월 30일에 확인함.
90. ↑  클라시치, 흐르보예 (2018년 1월 11일). “DETALJI NEOČEKIVANE SURADNJE DVIJU SUPROTSTAVLJENIH STRANA Kako su Tito i Sveta Stolica došli na ideju da zajedno pokušaju zaustaviti rat u Vijetnamu”. 유타르니 리스트. 2021년 2월 9일에 확인함.
91. ↑  Tomka, Miklós (2011). 《Expanding Religion: Religious Revival in Post-communist Central and Eastern Europe》 (영어). Walter de Gruyter. 44쪽. ISBN 9783110228151.
92. ↑  페리차, 베코슬라브 (2002). 〈8. Flames and Shrines: The Serbian Church and Serbian Nationalist Movement in the 1980s〉. 《발칸 아이돌: 유고슬라비아 국가의 종교와 민족주의》. Oxford University Press. 132쪽. doi:10.1093/0195148568.001.0001. ISBN 0-19-517429-1.
93. ↑  Bougarel, Xavier (2003). 〈Bosnian Muslims and the Yugoslav Idea〉.   조키치, 데얀. 《Yugoslavism: Histories of a Failed Idea, 1918-1992》. London: C. 허스트 & Co. 100–114쪽. ISBN 1-85065-663-0.
94. ↑  Magner, Thomas (Fall 1967). “Language and Nationalism in Yugoslavia.”. 《Canadian Slavic Studies》 (영어) 1 (3): 333–347.
95. ↑  Törnquist-Plewa, Barbara (2002).  Resic, Sanimir, 편집. 《The Balkans in Focus: Cultural Boundaries in Europe》. Lund, Sweden: Nordic Academic Press. 198쪽. ISBN 9789187121708. OCLC 802047788.

## 추가 읽기
- Allcock, John B. Explaining Yugoslavia (Columbia University Press, 2000)
- Allcock, John B. et al. eds. Conflict in the Former Yugoslavia: An Encyclopedia (1998)
- Bezdrob, Anne Marie du Preez. Sarajevo Roses: War Memoirs of a Peacekeeper. Oshun, 2002. ISBN 1-77007-031-1
- Bataković, Dušan T., 편집. (2005). 《Histoire du peuple serbe》 [History of the Serbian People] (프랑스어). Lausanne: L’Age d’Homme. ISBN 9782825119587.
- Chan, Adrian. Free to Choose: A Teacher's Resource and Activity Guide to Revolution and Reform in Eastern Europe. Stanford, CA: SPICE, 1991. ED 351 248
- Cigar, Norman. Genocide in Bosnia: The Policy of Ethnic-Cleansing. College Station: Texas A&M University Press, 1995
- Cohen, Lenard J. Broken Bonds: The Disintegration of Yugoslavia. Boulder, CO: Westview Press, 1993
- Conversi, Daniele: German -Bashing and the Breakup of Yugoslavia, The Donald W. Treadgold Papers in Russian, East European and Central Asian Studies, no. 16, March 1998 (University of Washington: HMJ School of International Studies)
- Djilas, Milovan. Land without Justice, [with] introd. and notes by William Jovanovich. New York: Harcourt, Brace and Co., 1958.
- Dragnich, Alex N. Serbs and Croats. The Struggle in Yugoslavia. New York: Harcourt Brace Jovanovich, 1992
- Fisher, Sharon. Political Change in Post-Communist Slovakia and Croatia: From Nationalist to Europeanist. New York: Palgrave Macmillan, 2006 ISBN 1-4039-7286-9
- Glenny, Mischa. The Balkans: Nationalism, War and the Great Powers, 1804–1999 (London: Penguin Books Ltd, 2000)
- Glenny, Mischa. The fall of Yugoslavia: The Third Balkan War, ISBN 0-14-026101-X
- Gutman, Roy. A Witness to Genocide. The 1993 Pulitzer Prize-winning Dispatches on the "Ethnic Cleansing" of Bosnia. New York: Macmillan, 1993
- Hall, Richard C., ed. War in the Balkans: An Encyclopedic History from the Fall of the Ottoman Empire to the Breakup of Yugoslavia (2014) excerpt
- Hall, Brian. The Impossible Country: A Journey Through the Last Days of Yugoslavia (Penguin Books. New York, 1994)
- Hayden, Robert M.: Blueprints for a House Divided: The Constitutional Logic of the Yugoslav Conflicts. Ann Arbor: University of Michigan Press, 2000
- Hoare, Marko A., A History of Bosnia: From the Middle Ages to the Present Day. London: Saqi, 2007
- Hornyak, Arpad. Hungarian-Yugoslav Diplomatic Relations, 1918–1927 (East European Monographs, distributed by Columbia University Press; 2013) 426 pages
- Jelavich, Barbara: History of the Balkans: Eighteenth and Nineteenth Centuries, Volume 1. New York: American Council of Learned Societies, 1983 ED 236 093
- Jelavich, Barbara: History of the Balkans: Twentieth Century, Volume 2. New York: American Council of Learned Societies, 1983. ED 236 094
- Kohlmann, Evan F.: Al-Qaida's Jihad in Europe: The Afghan-Bosnian Network Berg, New York 2004, ISBN 1-85973-802-8; ISBN 1-85973-807-9
- Malesevic, Sinisa: Ideology, Legitimacy and the New State: Yugoslavia, Serbia and Croatia. London: Routledge, 2002.
- Owen, David. Balkan Odyssey Harcourt (Harvest Book), 1997
- Pavlowitch, Stevan K. The improbable survivor: Yugoslavia and its problems, 1918–1988 (1988). online free to borrow
- Pavlowitch, Stevan K. Tito—Yugoslavia's great dictator : a reassessment (1992) online free to borrow
- Pavlowitch, Steven. Hitler's New Disorder: The Second World War in Yugoslavia (2008) excerpt and text search
- Ramet, Sabrina P. (2006). 《The Three Yugoslavias: State-Building and Legitimation, 1918–2005》. Bloomington: Indiana University Press. ISBN 978-0-253-34656-8.
- Roberts, Walter R.: Tito, Mihailovic, and the Allies: 1941–1945. Duke University Press, 1987; ISBN 0-8223-0773-1.
- Sacco, Joe: Safe Area Gorazde: The War in Eastern Bosnia 1992–1995. Fantagraphics Books, January 2002
- Silber, Laura and Allan Little:Yugoslavia: Death of a Nation. New York: Penguin Books, 1997
- "New Power" at Time magazine (reprinted from 4 December 1944)
- West, Rebecca: Black Lamb and Gray Falcon: A Journey Through Yugoslavia. Viking, 1941

### 역사학 및 기억
- Antolovi, Michael. "Writing History under the 'Dictatorship of the Proletariat': Yugoslav Historiography 1945–1991." Revista de História das Ideias 39 (2021): 49–73. online

- Banac, Ivo. "Yugoslavia."  American Historical Review 97.4 (1992): 1084–1104. online
- Banac, Ivo. "The dissolution of Yugoslav historiography." in Beyond Yugoslavia (Routledge, 2019) pp. 39–65.

- Beloff, Nora (1986). 《Tito's Flawed Legacy: Yugoslavia and the West Since 1939》. Westview Pr. ISBN 978-0-8133-0322-2. online
- Brunnbauer, Ulf. "Serving the Nation: Historiography in the Republic of Macedonia (FYROM) After Socialism." Historein 4 (2003): 161–182. online

- Carter, April (1989). 《Marshal Tito: A Bibliography》. Greenwood Press. ISBN 978-0-313-28087-0.
- Cicic, Ana. "Yugoslavia Revisited: Contested Histories through Public Memories of President Tito." (2020). online

- Cosovschi, Agustin. "Seeing and Imagining the Land of Tito: Oscar Waiss and the Geography of Socialist Yugoslavia." Balkanologie. Revue d'études pluridisciplinaires 17.1 (2022). online
- Dimić, Ljubodrag. "Historiography on the Cold War in Yugoslavia: from ideology to science." Cold War History 8.2 (2008): 285–297. https://doi.org/10.1080/14682740802018835

- Foster, Samuel. Yugoslavia in the British imagination: Peace, war and peasants before Tito (Bloomsbury Publishing, 2021) online. See also online book review
- Hoepken, Wolfgang. "War, memory, and education in a fragmented society: The case of Yugoslavia." East European Politics and Societies 13.1 (1998): 190–227. online
- Juhász, József. "Paradigms and narratives in the historiography on the disintegration of Yugoslavia." Journal of Contemporary Central and Eastern Europe (2023): 1–12. online
- Karge, Heike. "Mediated remembrance: local practices of remembering the Second World War in Tito's Yugoslavia." European Review of History—Revue européenne d'histoire 16.1 (2009): 49–62.
- Kevo, Tomislav. "The Image of Socialist Yugoslavia in Croatian Historiography." (2013). online 보관됨 23 12월 2023 - 웨이백 머신

- Lampe, John R: Yugoslavia As History: Twice There Was a Country (1996) ISBN 0-521-46705-5

- Perović, Jeronim.  "The Tito-Stalin split: a reassessment in light of new evidence." Journal of Cold War Studies 9.2 (2007): 32–63. online
- Sindbæk, Tea. "The fall and rise of a national hero: interpretations of Draža Mihailović and the Chetniks in Yugoslavia and Serbia since 1945." Journal of contemporary European studies 17.1 (2009): 47–59. online

- Sindbæk, Tea. "World War II genocides in Yugoslav historiography." (2006). online[깨진 링크]
- Stallaerts, Robert. "Historiography in the Former and New Yugoslavia." Belgisch Tijdschrift voor Nieuwste Geschiedenis 3 (1999): 4+ online.

- Tromp, Nevanka. "Ongoing Disintegration of Yugoslavia: historiography of the conflict that won't go away." Leidschrift 36.november: 30 jaar postcommunisme. Op zoek naar een nieuw evenwicht (2021): 31–48. [깨진 링크]

- Trošt, Tamara P. "The image of Josip Broz Tito in post-Yugoslavia: Between national and local memory." in Ruler Personality Cults from Empires to Nation-States and Beyond (Routledge, 2020) pp. 143–162. online